# Pseudotsuga sinensis
Pseudotsuga sinensis е вид растение от семейство Борови (Pinaceae). Видът е световно застрашен, със статут Уязвим.

## Разпространение
Разпространен е в Китай и Тайван.